# Municipio de Lower Salford
El municipio de Lower Salford  (en inglés: Lower Salford Township) es un municipio ubicado en el condado de Montgomery en el estado estadounidense de Pensilvania. En el año 2000 tenía una población de 12.893 habitantes y una densidad poblacional de 345,2 personas por km².

## Geografía
El municipio de Lower Salford se encuentra ubicado en las coordenadas 40°16′49″N 75°22′26″O / 40.28028, -75.37389.

## Demografía
Según la Oficina del Censo en 2000 los ingresos medios por hogar en la localidad eran de $70,977 y los ingresos medios por familia eran $78,473. Los hombres tenían unos ingresos medios de $51,837 frente a los $34,066 para las mujeres. La renta per cápita para la localidad era de $28,408. Alrededor del 3,4% de la población estaban por debajo del umbral de pobreza.